# Cercomacroides tyrannina
El hormiguero tirano (en Colombia, México y Venezuela) (Cercomacroides tyrannina), también denominado hormiguerito marañero, hormiguero negruzco (en Colombia, Costa Rica, Honduras y México), hormiguero oscuro (en Ecuador) u hormiguero pizarroso (en Nicaragua), es una especie de ave paseriforme de la familia Thamnophilidae perteneciente al género Cercomacroides, hasta recientemente incluida en Cercomacra. Se encuentra en Centroamérica y Sudamérica, desde el suroriente de México hasta el occidente de Ecuador y la  Amazonia brasileña.

## Distribución y hábitat
Se encuentra en Belice; Brasil; Colombia; Costa Rica; Ecuador; Guatemala; Guayana francesa; Guyana; Honduras; México; Nicaragua; Panamá; Surinam; Venezuela. Ver más detalles en Subespecies.
Esta especie es bastante común en el espeso sotobosque de bosques húmedos y semi-caducifolios, especialmente en los bordes y claros, y en bosques secundarios, principalmente debajo de los 1000 a 1200 m de altitud.

## Descripción
En promedio mide 14,5 cm de longitud y pesa 18 g. El macho adulto es gris pizarra por encima y gris claro por debajo, con manchas blancas ocultas en la base de las alas y el dorso. La hembra tiene las partes superiores de color marrón oliváceo y las partes inferiores rufo canela, más anaranjado en la garganta. El pico es negro y las patas son grises. Los matices de plumaje varían geográficamente, según la subespecie.

## Comportamiento
Vive en pareja, oculto entre la vegetación, y es mucho más común oírlo que verlo.

### Alimentación
Se alimenta de insectos y otros artrópodos, que encuentra y toma en ramas y follajes en los matorrales o enredaderas. 

### Reproducción
Construye, a una altura de 0,6 a 3 m, un nido en forma de bolsa profunda colgante, con una abertura oblicua en la parte superior y paredes gruesas de hojas secas y fibras, suspendido de una horqueta en una rama delgada o bejuco. La hembra pone dos huevos blancos mate con manchas de color castaño rojizo. Tanto el macho como la hembra alimentan a los polluelos.

### Vocalización
Cantan en dúo, un silbato ascendente del macho pu pu pe pi pi, es respondido por la hembra más suave, juu juu-ut-ut juu-ut juu juu-ut-ut.

## Sistemática

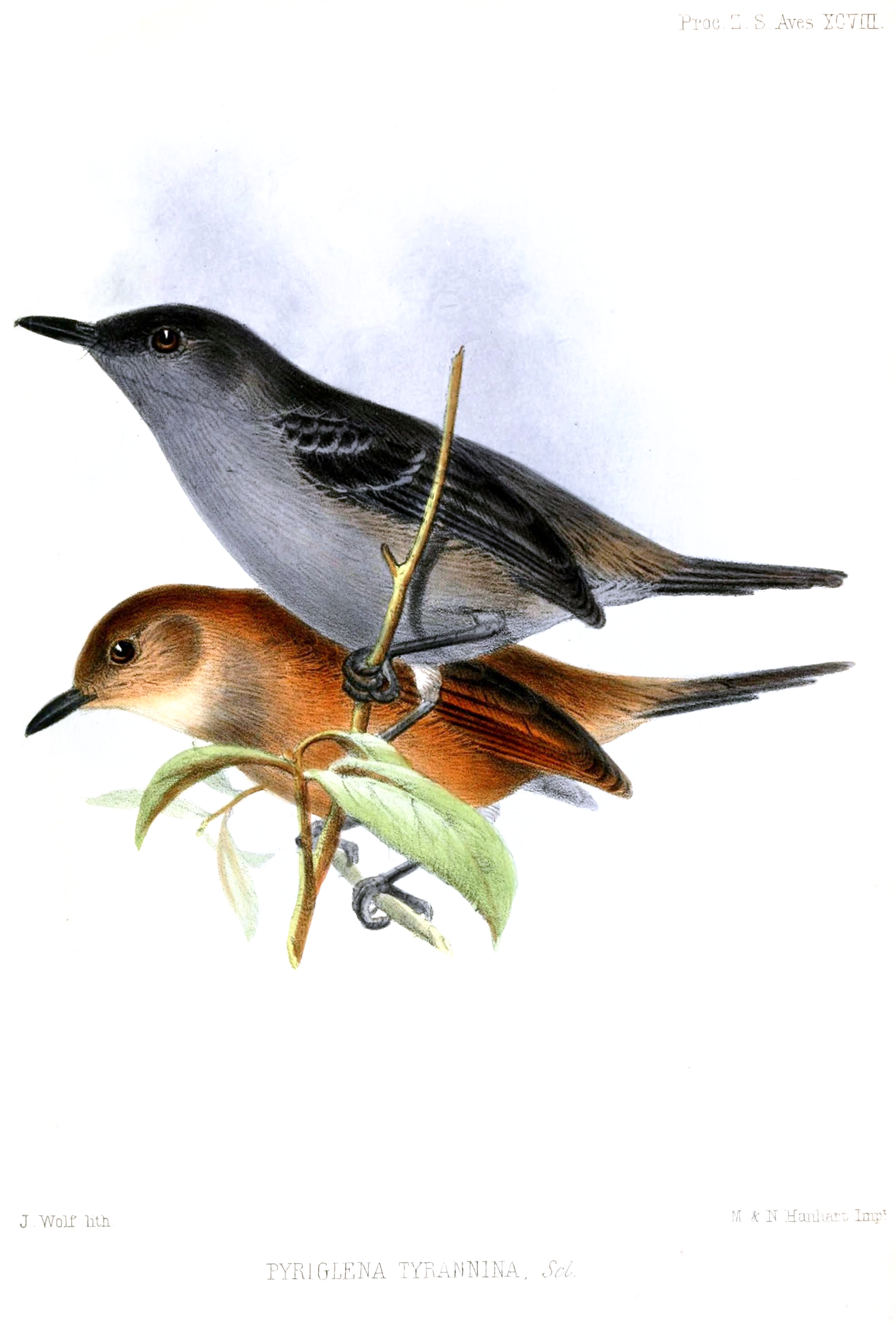
Cercomacroides tyrannina, macho (arriba) y hembra; ilustración de Wolf, para Proceedings of the Zoological Society of London, 1855.

### Descripción original
La especie C. tyrannina fue descrita por primera vez por el zoólogo británico Philip Lutley Sclater en 1855 bajo el nombre científico Pyriglena tyrannina; localidad tipo «Bogotá = probablemente cerca de Cundinamarca, Colombia».

### Etimología
El nombre genérico femenino «Cercomacroides» deriva del género Cercomacra y del griego «oidēs»: que recuerda, significando «que recuerda a un Cercomacra»; y el nombre de la especie «tyrannina», proviene del latín «tyranninus»: como un cazamoscas tirano, «tyrannus»: tirano.

### Taxonomía
Probablemente más próxima a Cercomacroides laeta, anteriormente tratada como conespecífica; hasta recientemente incluyó a Cercomacroides parkeri como una población de altitud en Colombia. Antes incluida en el género Cercomacra, de donde fue separada junto a otras especies a un nuevo género Cercomacroides sobre la base de estudios filogenético moleculares y evidencias morfológicas y comportamentales.
Al menos algunas de las diferencias de plumaje desde las cuales las subespecies fueron descritas parecen ser debidas a variaciones clinales; se requieren análisis de otros parámetros, incluyendo vocalizaciones, para definir las poblaciones geográficas más precisamente, por lo tanto, las zonas son provisorias. La subespecie descrita rufiventris (este de Panamá al sur hasta el oeste de Ecuador) es considerada un sinónimo de la nominal con base en estudios recientes de variación de plumaje.

### Subespecies
Según la clasificación del Congreso Ornitológico Internacional (IOC) (Versión 7.3, 2017) y  Clements Checklist v.2016,  se reconocen 4 subespecies, con su correspondiente distribución geográfica:
- Cercomacroides tyrannina crepera Bangs, 1901) -  sureste de México (sureste de Veracruz, noreste de Oaxaca y norte de Chiapas al este hasta el sur de Quintana Roo), Belice y Guatemala y Honduras (costa del Caribe) al sur hasta el oeste de Panamá (oeste y centro de Chiriquí, Bocas del Toro, noroeste de Veraguas).
- Cercomacroides tyrannina saturatior (Chubb, 1918) - las Guayanas y noreste de la Amazonia brasileña (Roraima y desde el este del Río Negro al este hasta Amapá).
- Cercomacroides tyrannina tyrannina (Sclater, 1855) - centro y este de Panamá (al este desde el este de Chiriquí, oeste de Colón y noreste de Coclé), Colombia (costa del Pacífico, valles del bajo Río Cauca y Río Magdalena,  al este de los Andes al sur hasta el Río Caquetá), oeste de Ecuador (al sur hasta el sur de Guayas, un registro en El Oro), sur de Venezuela (Bolívar, Amazonas) y extremo noroeste de Brasil (norte de Amazonas, oeste del bajo Río Negro, al sur hasta el Río Japurá).
- Cercomacroides tyrannina vicina (Todd, 1927) - noroeste de Venezuela (sur de Zulia al sur hasta Táchira y al este hasta Barinas, noroeste de Apure y oeste de Bolívar) y Andes orientales en el norte de Colombia (Casanare).